# Concetto Lo Bello
Concetto Lo Bello (13. maj 1924 – 9. september 1991) var en fodbolddommer fra Italien. Han dømte internationale kampe under det internationale fodboldforbund, FIFA, fra 1958 til 1974. I 1968 og 1970 dømte han finalen i Mesterholdenes Europa Cup – det nuværende Champions League.
Efter sin aktive karriere som fodbolddommer gik Lo Bello ind i politik, hvor han i 5 måneder var borgmester i sin hjemby Siracusa, ligesom han blev medlem af det italienske parlament.
Udover sit engagement i fodbold og politik, var han også engageret i håndbold, hvor han blandt andet var chef for det italienske håndboldforbund i 15 år, frem til sin død i 1991.

## Karriere

### EM 1964
- Ungarn  –  Frankrig 2-1 (kvartfinale).
- Danmark  –  Sovjetunionen 0-3 (semifinale).

### VM 1966
- England  –  Mexico 2-0 (gruppespil).
- Vesttyskland  –  Sovjetunionen 2-1 (semifinale).

## Kampe med danske hold
- Den 29. august 1960: OL 1960 Danmark – Polen 2-1.
- Den 10. september 1960: OL 1960 Jugoslavien – Danmark 3-1.
- Den 17. juni 1964: EM 1964: Danmark – Sovjetunionen 0-3.
- Den 2. maj 1973: Kvalifikation til VM 1974: Danmark – Tjekkoslovakiet 1-1.